# Nanger
Genre
Nanger est un genre de mammifères artiodactyles de la famille des Bovidés.

## Liste des espèces
Selon Mammal Species of the World (version 3, 2005)  (21 mars 2019) :
- Nanger dama (Pallas, 1766) - Gazelle dama[3]
- Nanger granti (Brooke, 1872) - Gazelle de Grant[4]
- Nanger soemmerringii (Cretzschmar, 1828) - Gazelle de Sömmering[5]